# Lampranthus tenuifolius
Lampranthus tenuifolius es una especie de planta suculenta perteneciente a la familia de las aizoáceas. Es originaria de Sudáfrica.

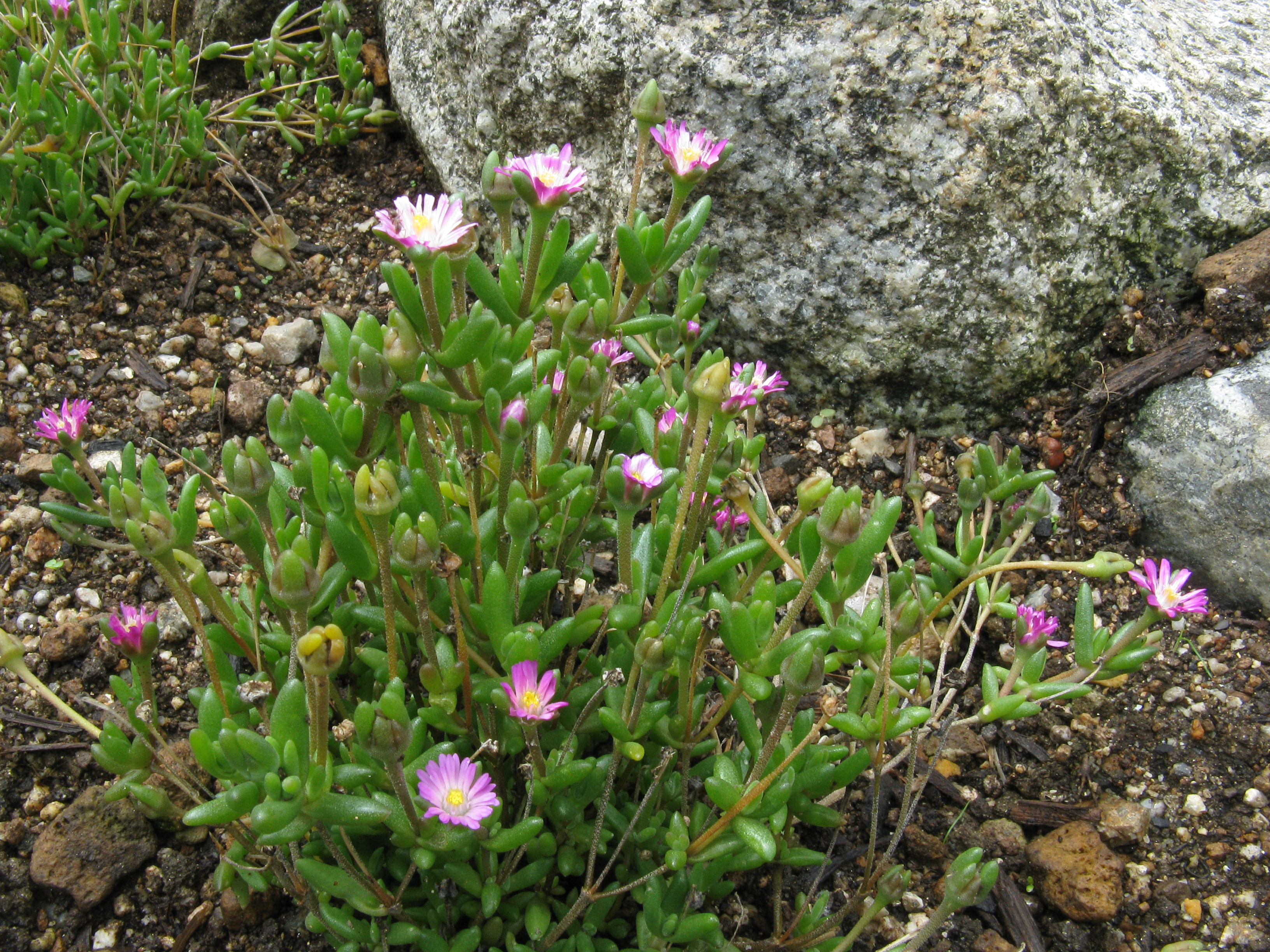
Vista de la planta

## Descripción
Es una pequeña planta suculenta perennifolia que alcanza un tamaño de 10 a 15 cm de altura, con flores de color violeta, se encuentra a una altitud de  30 - 1000 metros en Sudáfrica.

## Taxonomía
Lampranthus tenuifolius fue descrita por  (L.) N.E.Br., y publicado en The Gardeners' Chronicle, Ser. III. lxxxvii. 212. 1930.
Etimología
Lampranthus: nombre genérico que deriva de las palabras griegas: lamprós = "brillante" y ánthos = "flor".
tenuifolius: epíteto latino que significa "con hojas delgadas".
Sinonimia
- Mesembryanthemum tenuifolium L. (1753) basónimo[3][4]